# Castelfranco di Sotto
Castelfranco di Sotto je italské město v provincii Pisa.

## Vývoj počtu obyvatel
Počet obyvatel

## Osobnosti města
- Giuseppe Zambeccari (1655 – 1728), lékař a anatom